# Shal (film)
Pour plus de détails, voir Fiche technique et Distribution.
Shal (kazakh : Шал) est un film dramatique kazakh écrit et réalisé par Ermek Toursounov et sorti en 2012.
Il s'agit d'une adaptation moderne du roman Le Vieil Homme et la Mer (The Old Man and the Sea) d'Ernest Hemingway.
Le film est sélectionné pour représenter le Kazakhstan aux Oscars du cinéma 2014 dans la catégorie meilleur film en langue étrangère mais n'est pas repris dans la sélection finale.

## Synopsis

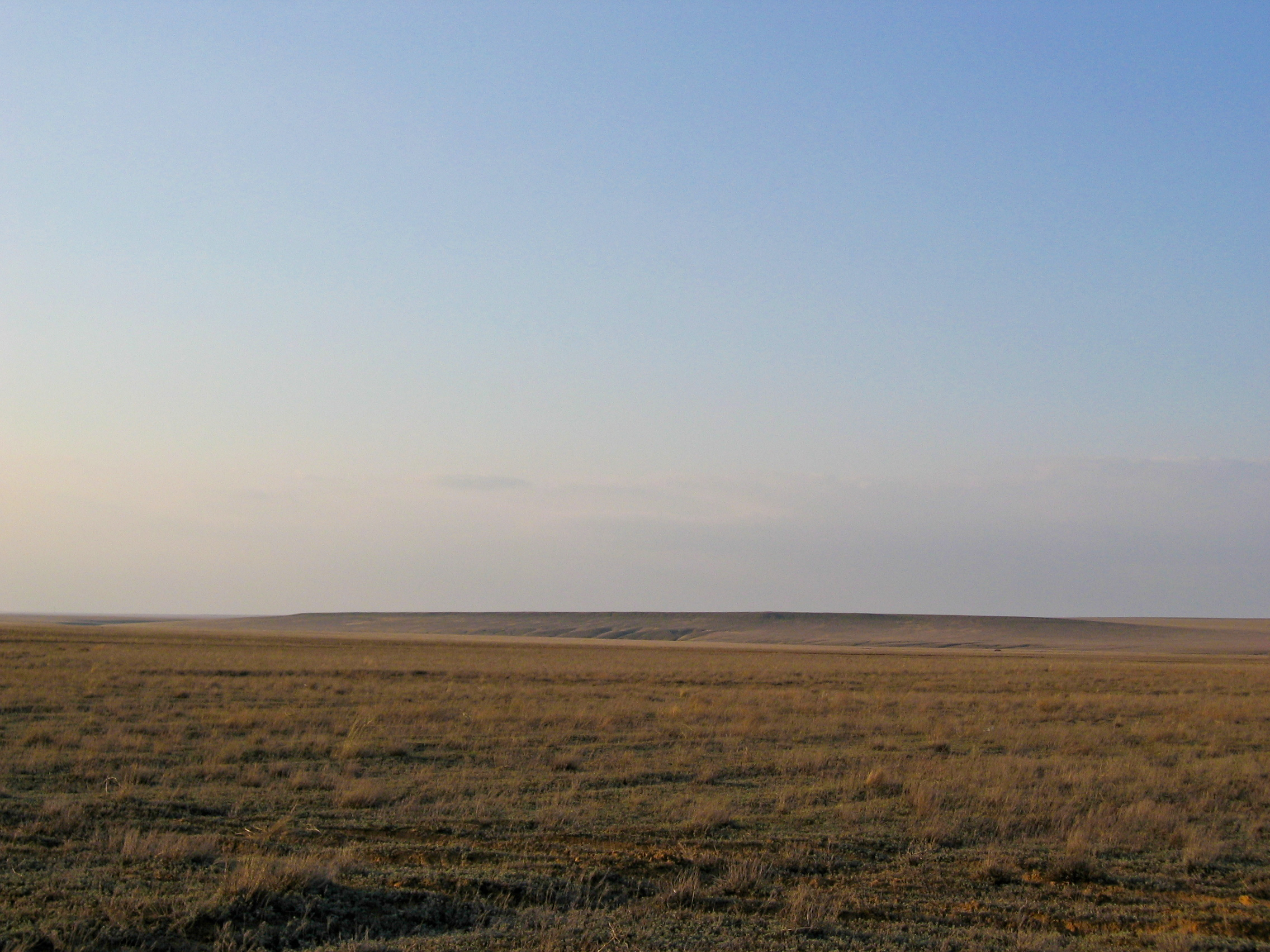
La steppe kazakhe.

Dans la steppe kazakhe, un vieil homme lutte pour transporter ses objets de valeurs jusqu'à son petit-fils. Au cours de ses tentatives pour trouver le bon chemin, il se heurte à une meute de loups.
Pendant ce temps, son petit-fils va à la recherche de son grand-père avec l'aide des voisins et des services de secours.

## Fiche technique
- Titre original : Шал, Shal
- Réalisation : Ermek Toursounov
- Scénario : Ermek Toursounov, d'après le roman Le Vieil Homme et la Mer d'Ernest Hemingway
- Photographie : Murat Aliyev
- Pays d’origine : Kazakhstan
- Genre : Drame
- Langue : russe, kazakh
- Durée : 102 minutes
- Dates de sortie :
  -  Kazakhstan : 11 octobre 2013

## Distribution
- Erbulat Toguzakov : le vieil homme
- Orynbekov Moldahan :

## Distinctions

### Nominations
- Festival du film Nuits noires de Tallinn 2013
- Asia Pacific Screen Awards 2013 :
  - Meilleur acteur pour Erbulat Toguzakov
  - Meilleure photographie pour Murat Aliyev

- Festival international du film de Palm Springs 2014